# Province de Batken
La province de Batken (en kirghize : Баткен областы, Batken oblasty) est une des sept subdivisions de la République du Kirghizistan, en Asie centrale. Sa capitale administrative est la ville de Batken. 

## Géographie
La province de Batken est située au sud-ouest du pays. Elle s'étend 16 995 km2. Le territoire de la province contient sept enclaves, qui appartiennent à l'Ouzbékistan ou au Tadjikistan.

## Histoire
La province (oblast) a été formée le 13 octobre 1999, à partir d'un territoire détaché de la province d'Och. C'est ainsi la plus jeune province du Kirghizistan. Au cours de la guerre civile au Tadjikistan, pays voisin, les insurgés se sont cachés dans les montagnes de la région, étant donné que la limite est imprécise et difficile à garder. De plus, les Hizb ut-Tahrir et le Mouvement islamique d'Ouzbékistan opèrent à partir de leur fief de la vallée de Ferghana voisine. 

## Population
La province compte 458 900 habitants en 2013, en croissance de 1,1 % par an, le taux le plus élevé du pays. Selon le recensement de 2009, la population comprend 76,5 pour cent de Kirghizes, 14,7 pour cent d'Ouzbeks et à 6,9 pour cent de Tadjiks. Les Russes qui représentaient 6,87 pour cent de la population en 1989 ont presque tous émigré (0,83 pour cent en 2009).
Recensements (*) ou estimations de la population :
| 1979*   | 1989*   | 1999*   | 2009*   | 2013    |
| ------- | ------- | ------- | ------- | ------- |
| 237 469 | 311 761 | 382 426 | 428 636 | 458 900 |

## Administration
La province comprend :
- trois districts ou raïons :  Batken (centre administratif Batken), Kadamjaï (Poulgon), Leïlek (Isfana) ;
- trois villes de statut régional : Batken, Kyzyl-Kiya et Soulioukta.

## Transports
Le territoire est mal desservi à cause des hautes montagnes (contreforts du Pamir) qui séparent la région du reste du pays. La seule route en direction de Bichkek et Och passe en partie par le territoire ouzbek. De même, les routes de liaison à l'intérieur du pays traversent les enclaves des pays voisins.

## Dirigeants
| Nom                     | de               | à                    |
| ----------------------- | ---------------- | -------------------- |
| Aimat Aibalaev          | 13 octobre 1999  | 19 novembre 2003     |
| Askarbek Shadiev        | Novembre 2003    | Janvier 2005         |
| Zamirbek Nurmukhambetov | 19 janvier 2005  | 29 janvier 2005      |
| Baratali Koshmatov      | 29 janvier 2005  | 24 mars 2005         |
| Suiltanbai Aijigitov    | 2005             | 11 janvier 2008,     |
| Maratbek Jumabekov      | 14 janvier 2008  | 10 décembre 2009     |
| Aytibay Tagayev         | 17 décembre 2009 | 8 avril 2010         |
| Suiltanbai Aijigitov    | 14 mai 2010      | 20 janvier 2011      |
| Arzybek Burkanov        | 20 janvier 2011  | 1er février 2012     |
| Jenish Razakov          | 1er février 2012 | Juin 2016            |
| Abish Halmurzaev        | 2016             | 1er avril 2019       |
| Akram Madumarov         | 1er avril 2019   | 12 février 2020      |
| Alisher Abdrahmanov     | 18 février 2020  | Octobre 2020         |
| Bakhtiyar Kalpaev       | 6 octobre 2020   | régence non-reconnue |
| Janybek Jalalov         | 17 octobre 2020  | 15 février 2021      |
| Omurbek Suvanaliev      | 15 février 2021  | 4 mai 2021           |
| Abdikarim Alimbaev      | 4 mai 2021       | actuel               |

## Images

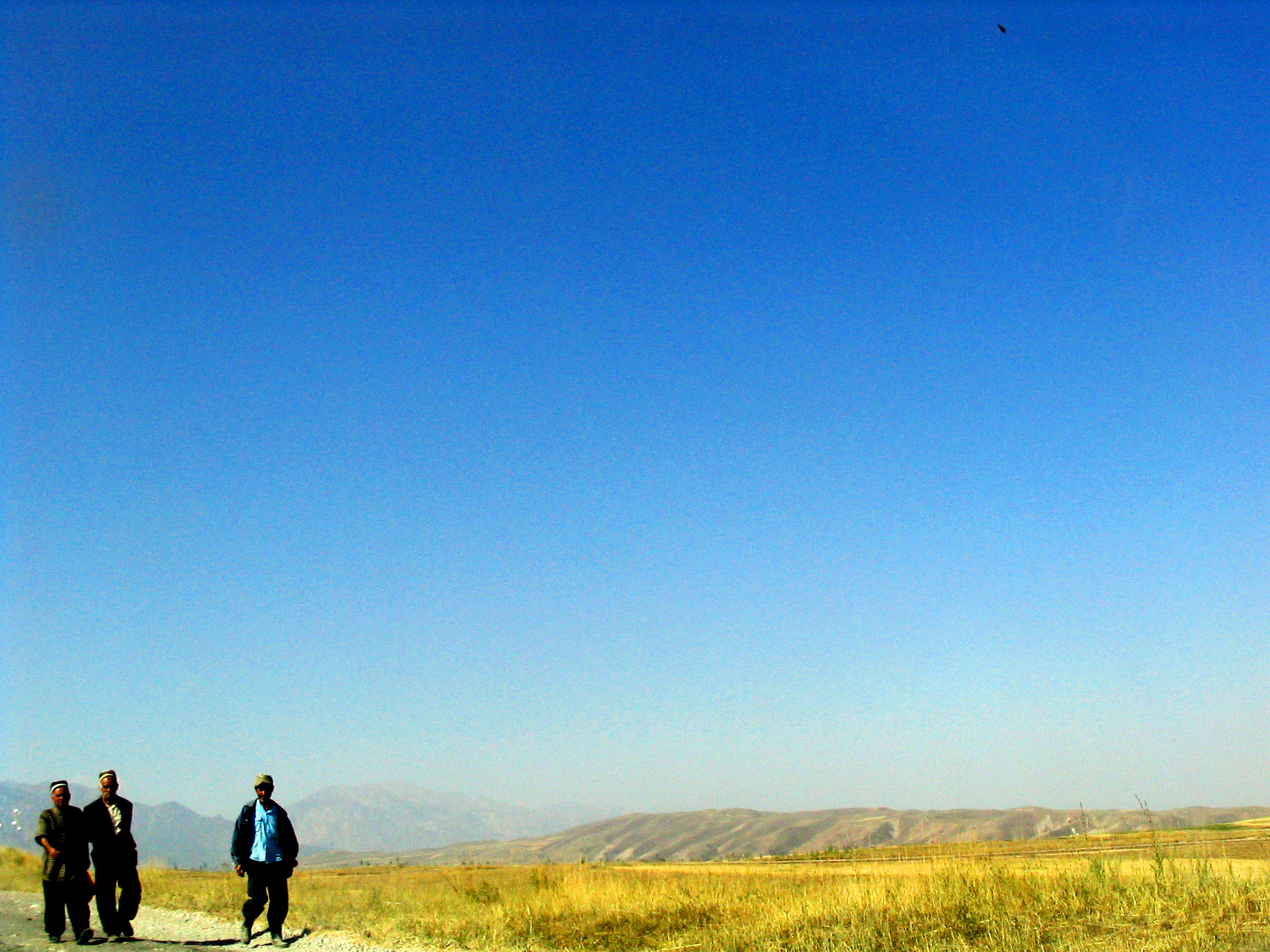
Route et champ dans la province de Batken.
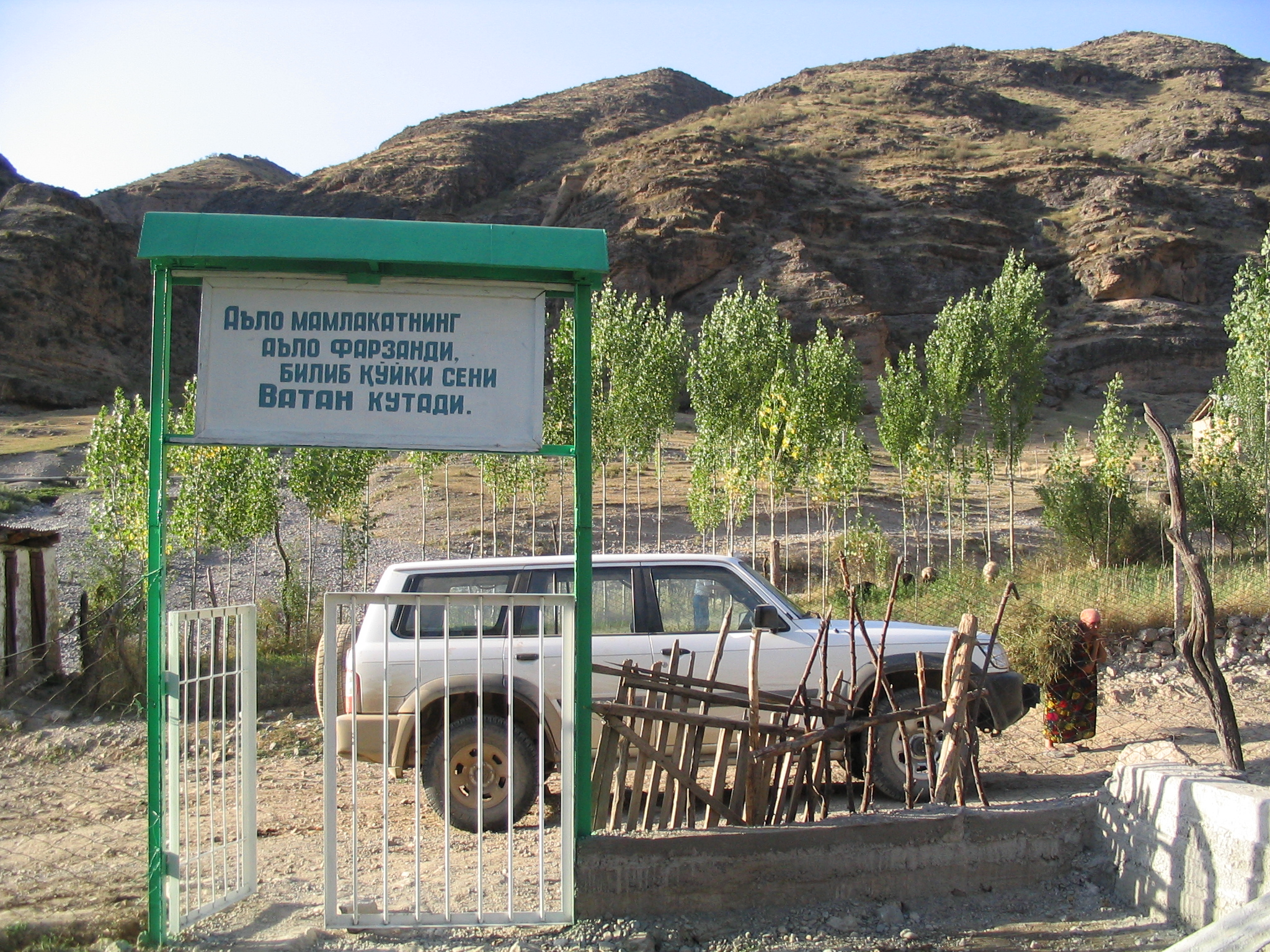
Une école dans la province de Batken.